# 雄風一型反艦飛彈
雄風一型反艦飛彈（Hsiung Feng I）為中華民國以天使飛彈為藍本逆向工程改良製造的反艦飛彈。

## 開發
第三次中東戰爭以後1967年10月21日在塞得港外埃及海軍的183R型导弹快艇使用SS-N-2冥河飛彈於17海里外擊沉以色列海軍驅逐艦埃拉特號。這宗首次以飛彈擊沉軍艦的戰例帶給中華民國海軍極大震撼，由於中華人民共和國於1960年代後期開始裝備與埃及同款的黃蜂級飛彈快艇以及冥河飛彈（中共自行反向工程製造稱為上游一號反艦飛彈）。手中無能與之抗衡武器的中華民國於1970年（民國59年）下令中山科學研究院進行雄蜂計劃以設計出可以與中共抗衡的反艦飛彈；不過在基礎設施以及人才皆十分貧乏的狀況下，計劃處於緩慢進行的窘境。 
1973年贖罪日戰爭，以色列天使飛彈的優異表現鼓舞了中華民國高層；在此戰之後，中華民國於1975年（民國64年）向以色列購買了少量天使一型飛彈並安裝在陽字號驅逐艦上。藉由與以色列購買天使飛彈的機會，中華民國將天使飛彈以反向工程加以仿製；由於仿造強化過程並不順遂，因此在1970年代後期中華民國引進了少量天使二型加以參考。由於中華民國海軍需求，中科院改進了導引段以及火箭藥柱以達到射程40公里（冥河飛彈射程）的標準。增長射程的雄風一型，在外觀上比原版的天使飛彈略長，也重了18公斤左右。
第一枚艦射型雄風一型飛彈在1980年8月15日由復仇號魚雷快艇（PTG-1）試射成功，當時稱為雄蜂飛彈；研發完成的雄風一型於1981年（民國70年）代號「漢武演習」國慶閱兵大典正式展示，隨後開始安裝在各型中華民國大小船艦以及岸防部隊上，由美國RCA生產的HR-76射控雷達導引，由海鷗二號戰鬥系統或H-930 mod1戰鬥系統操控。不過在從葉昌桐及韓光渭等人的回憶錄中提及，第一批先導量產約40發的雄風一型飛彈因為急於投入服役在飛彈設計上仍存有瑕疵，導致運交給海軍的飛彈數次試射均失敗告終，當時擔任計劃負責人的韓光渭因為研發壓力而患病，中科院所屬的研發軍官海軍上校于燕漢、空軍上校楊鴻旭因開發壓力而過勞死。最後在中華民國國防部與中科院的折衝下，將整批先導量產彈移作測試彈修正飛彈技術問題，實戰單位要到1983年以後才陸續取得改善後的雄風飛彈，成為1980年代中華民國的主要反艦武器。
除了配備艦艇，國防部在1970年代中期命令中華民國陸軍進行岸置反艦飛彈陣地的先期研究，陸軍在研究初期發現自軍缺少對海上的目標搜索能力，因此建議由海軍統籌反艦飛彈指揮。但是在1980年代國防部仍要求陸軍採購建立陸射雄風一型發射陣地，當時為了保密需求，稱為111榴砲。最後這些部隊因雄風二型飛彈的研製而轉隸海軍，為中華民國海軍海鋒大隊組成的濫觴。
雄風一型的意義在於中華民國首次從無到有完成了飛彈製造，對於後續發展累積相關經驗；不過其半主動導引模式限制了可用射程以及作戰模式，所以雄風一型之後沒有改良計劃，而中科院的目光也轉向了雄風二型反艦飛彈的研發與配屬。1990年代末期武進一型陽字號除役之後，21世紀初使用雄風一型飛彈的僅剩海鷗級飛彈快艇、龍江級巡邏艇和錦江級巡邏艦，2012年底雄風一型已全數除役。